# Avognan Nogboun
Avognan Nogboun (ur. w 1954) – lekkoatleta z Wybrzeża Kości Słoniowej, sprinter.
Podczas igrzysk olimpijskich w Montrealu (1976) odpadł w eliminacjach na 400 metrów z czasem 48,24.
Na Uniwersjadzie w biegu na 400 metrów ustanowił w eliminacjach rekord życiowy na tym dystansie uzyskując czas 46,25. Biegł także na trzeciej zmianie iworyjskiej sztafety 4 × 100 metrów, która zdobyła srebrny medal, ustanawiając w finale rekord Afryki w tej konkurencji – 38,73.
Podczas mistrzostw świata w Helsinkach (1983) Noboun biegł w iworyjskich sztafetach 4 × 100 i 4 × 400 metrów, które odpadły w eliminacjach.
Na igrzyskach olimpijskich w Los Angeles (1984) biegał tylko w sztafecie 4 × 400 metrów (skład sztafety: Kablan Degnan, Avognan Nogboun, René Meledje Djédjémel i Gabriel Tiacoh) – w eliminacjach Iworyjczycy zajęli 3. lokatę w swoim biegu i awansowali dalej, wynikiem 3:03,50 ustanowili aktualny rekord kraju w tej konkurencji. W półfinale uzyskali czas 3:04,87, który dał im 6. miejsce w swoim biegu – niedające awansu do finału. Podczas igrzysk w Los Angeles Nogboun pełnił funkcję chorążego reprezentacji Wybrzeża Kości Słoniowej.
Złoty medalista mistrzostw kraju

## Rekordy życiowe
- bieg na 400 metrów – 46,25 (1979)